# Nico Schnabl
Nico Schnabl (* 17. April 1996 in München) ist ein deutscher Handballspieler.

## Karriere
Der gebürtige Münchener begann im Alter von fünf Jahren beim TSV Allach 09 Handball zu spielen. 2010 wechselte Schnabl zu Bregenz Handball und besuchte die Handballakademie im Collegium Bernardi. 2014 schloss der Rechtshänder die Ausbildung mit bestandener Matura ab und lief erstmals in der ersten Mannschaft von Bregenz Handball auf. Mit Saison 2021/22 erhielt Schnabel einen Vertrag beim Alpla HC Hard.
2022/23 qualifizierte sich Schnabl, mit dem Alpla HC Hard, für die Gruppenphase der EHF European League. Außerdem sichert er sich in diesem Jahr den Pokalsieg mit Hard. Im Sommer 2025 wechselte er zum deutschen Verein TuS Ferndorf.

## Erfolge
- Alpla HC Hard
  - 1× Österreichischer Pokalsieger 2022/23

## Saisonstatistik

### HLA Meisterliga
| 2016/17   | Bregenz Handball                                                | HLA Meisterliga                                                 | 026                                                             | 08                                                              | 0/0                                                             | 08                                                              |                                                                 |                                                                 |                                                                 |                                                                 |
| 2017/18   | Bregenz Handball                                                | HLA Meisterliga                                                 | 025                                                             | 031                                                             | 1/2                                                             | 031                                                             |                                                                 |                                                                 |                                                                 |                                                                 |
| 2018/19   | Bregenz Handball                                                | HLA Meisterliga                                                 | 028                                                             | 071                                                             | 11/15                                                           | 060                                                             |                                                                 |                                                                 |                                                                 |                                                                 |
| 2019/20   | Saison aufgrund der COVID-19-Pandemie in Österreich abgebrochen | Saison aufgrund der COVID-19-Pandemie in Österreich abgebrochen | Saison aufgrund der COVID-19-Pandemie in Österreich abgebrochen | Saison aufgrund der COVID-19-Pandemie in Österreich abgebrochen | Saison aufgrund der COVID-19-Pandemie in Österreich abgebrochen | Saison aufgrund der COVID-19-Pandemie in Österreich abgebrochen | Saison aufgrund der COVID-19-Pandemie in Österreich abgebrochen | Saison aufgrund der COVID-19-Pandemie in Österreich abgebrochen | Saison aufgrund der COVID-19-Pandemie in Österreich abgebrochen | Saison aufgrund der COVID-19-Pandemie in Österreich abgebrochen |
| 2020/21   | Bregenz Handball                                                | HLA Meisterliga                                                 | 027                                                             | 075                                                             | 23/31                                                           | 052                                                             |                                                                 |                                                                 |                                                                 |                                                                 |
| 2021/22   | Alpla HC Hard                                                   | HLA Meisterliga                                                 | 028                                                             | 052                                                             | 12/18                                                           | 040                                                             |                                                                 |                                                                 |                                                                 |                                                                 |
| 2022/23   | Alpla HC Hard                                                   | HLA Meisterliga                                                 | 024                                                             | 083                                                             | 20/27                                                           | 063                                                             |                                                                 |                                                                 |                                                                 |                                                                 |
| 2023/24   | Alpla HC Hard                                                   | HLA Meisterliga                                                 | 030                                                             | 077                                                             | 0/0                                                             | 077                                                             |                                                                 |                                                                 |                                                                 |                                                                 |
| 2024/25   | Alpla HC Hard                                                   | HLA Meisterliga                                                 | 023                                                             | 058                                                             | 1/2                                                             | 057                                                             |                                                                 |                                                                 |                                                                 |                                                                 |
| 2016–2025 | gesamt                                                          | HLA Meisterliga                                                 | 211                                                             | 455                                                             | 68/95 (72 %)                                                    | 387                                                             |                                                                 |                                                                 |                                                                 |                                                                 |